# Villa Jellinghaus
Die Villa Jellinghaus ist ein denkmalgeschütztes, repräsentatives Wohngebäude in der bergischen Großstadt Solingen.  

## Lage
Die Villa befindet sich in einem kleinen Parkgrundstück direkt neben der Lutherkirche an der Kölner Straße im Stadtteil Mitte, die als Bundesstraße 229 ausgewiesen ist. Sie gehört zum Wohnquartier Dickenbusch. Gegenüber liegen das ehemalige Gebäude der Industrie- und Handelskammer sowie die beiden repräsentativen Wohngebäude Haus Herkersdorf und Birkenweiher 77. Östlich befindet sich der Südpark rund um den ehemaligen Solinger Hauptbahnhof.

## Geschichte und Architektur
Der aus Voerde stammende Kaufmann WIlhelm Jellinghaus betrieb ab Ende der 1830er Jahre ein eigenes Stahlwarengeschäft in Solingen. Im Jahre 1840 erwarb er ein Grundstück an der damaligen Kölner Chauseee (heute Kölner Straße) in der damaligen Bürgermeisterei Dorp und ließ dort eine repräsentative Villa für sich errichten.:22

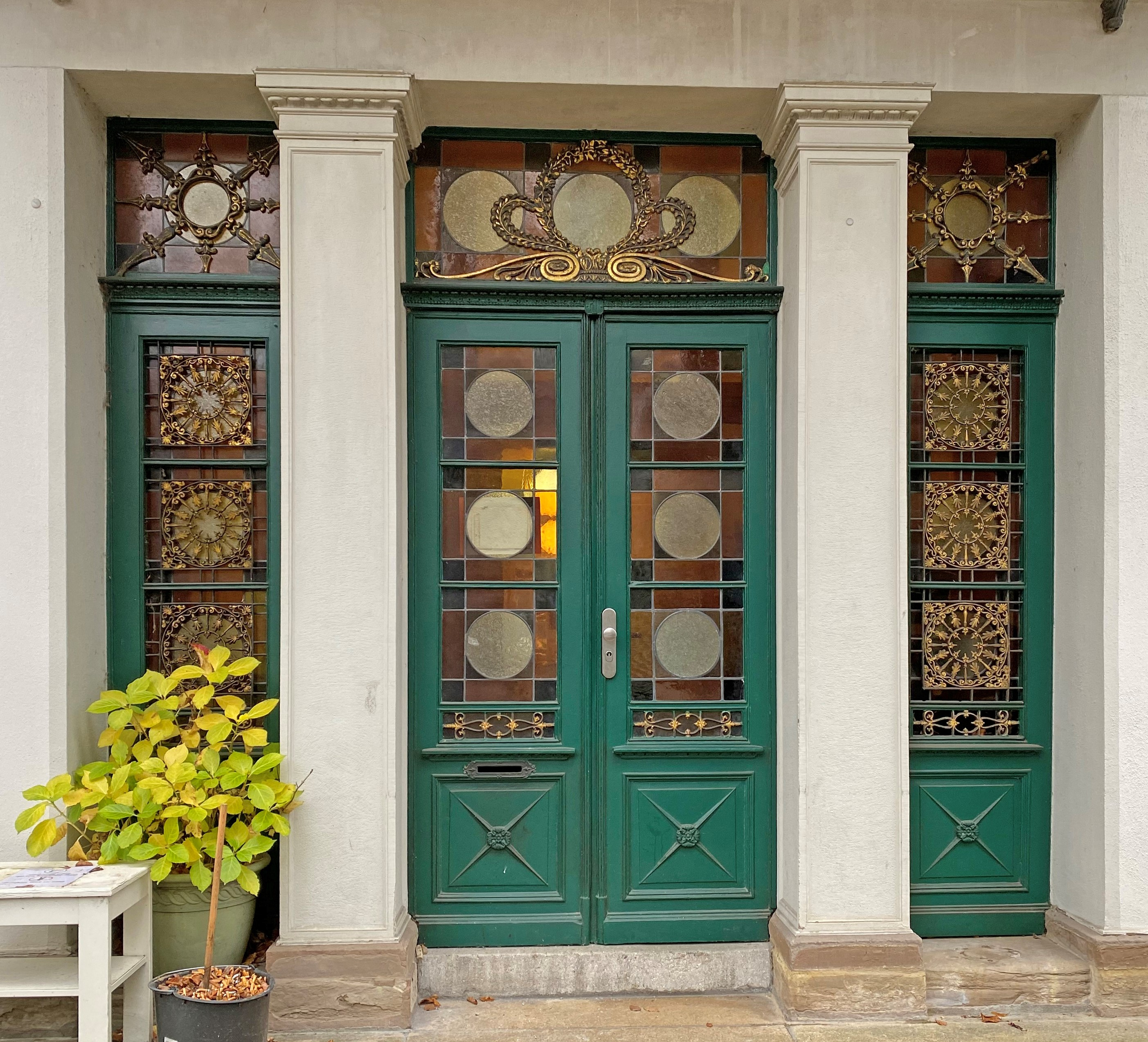
Eingang der Villa Jellinghaus

Sowohl die Massivbauweise des zweigeschossigen Gebäudes wie auch der klassizistische Stil waren für die damaligen Solinger Verhältnisse etwas besonderes, da dort als Wohnhäuser bisher nur Fachwerk- und Schiefergebäude bekannt waren. Die Mittelachse der fünfachsigen Straßenfassade wird durch die zweiflügige Eingangstür, einen darüberliegenden Balkon mit schmiedeeisernem Geländer sowie einen Zwerchgiebel betont. Die von Säulen gerahmte Eingangstür ist mit vielen Verzierungen im Oberlicht besonders repräsentativ gestaltet. Die Villa steht beispielhaft für den Geist einer neuen und jungen Unternehmerschaft des Vormärz, der sich von dem bisherigen Fabrikanten abhob.:22
Der erfolgreiche Kaufmann Jellinghaus wurde im März 1845 zum Präsidenten des Solinger Fabrikengerichts gewählt. Er übte Kritik am damals auch in Solingen üblichen Trucksystem und gesellte sich damit an die Seite des Kaufmanns Peter Knecht. Seine linksliberalen Ansichten stellten innerhalb der Unternehmerschaft jedoch eine Minderheit dar. Während der Deutschen Revolution 1848/1849 war Jellinghaus eine führende Figur der Solinger Demokraten und organisierte Aufstände. Nach seiner Verhaftung 1849 floh er aus dem Gefängnis und ging ins Exil nach New York.:23f.

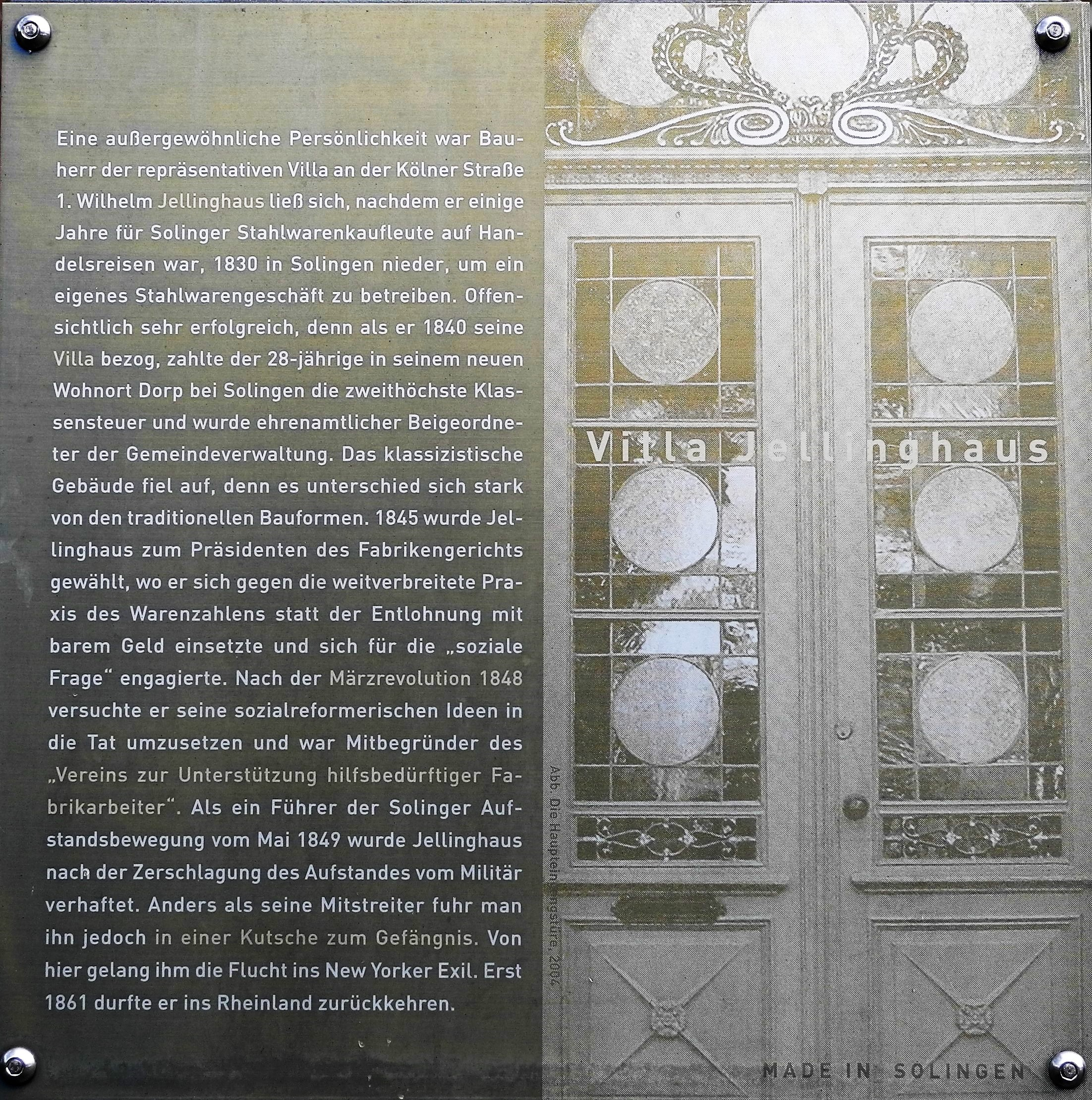
Informationstafel zur Villa

Die Villa Jellinghaus war ab 1860 im Besitz der Kaufmannsfamilie Walscheid. Die evangelische Kirchengemeinde erwarb das Gebäude 1895 und nutzte es seither als Pastorat. Auf dem zur Villa gehörenden Grundstück ließ die Gemeinde dann 1898 bis 1901 die Lutherkirche durch die beiden Architekten Adolf Cornehls und Arno Eugen Fritsche errichten. Am 2. Oktober 1984 wurde die Villa Jellinghaus unter der Nummer 31 in die Denkmalliste der Stadt Solingen eingetragen. Die später denkmalgerecht sanierte Villa bildet eine Station des Industrierundgangs Made in Solingen, der im Rahmen der Regionale 2006 eingerichtet wurde.